# Municipio de Embarrass (Illinois)
El municipio de Embarrass (en inglés: Embarrass Township) es un municipio ubicado en el condado de Edgar en el estado estadounidense de Illinois. En el año 2010 tenía una población de 620 habitantes y una densidad poblacional de 5,42 personas por km².

## Geografía
El municipio de Embarrass se encuentra ubicado en las coordenadas 39°40′19″N 87°54′53″O / 39.67194, -87.91472. Según la Oficina del Censo de los Estados Unidos, el municipio tiene una superficie total de 114.33 km², de la cual 114,33 km² corresponden a tierra firme y (0 %) 0 km² es agua.

## Demografía
Según el censo de 2010, había 620 personas residiendo en el municipio de Embarrass. La densidad de población era de 5,42 hab./km². De los 620 habitantes, el municipio de Embarrass estaba compuesto por el 98,87 % blancos, el 0,32 % eran amerindios, el 0,16 % eran isleños del Pacífico y el 0,65 % eran de una mezcla de razas. Del total de la población el 0,65 % eran hispanos o latinos de cualquier raza.